# Suite armoricaine
Pour plus de détails, voir Fiche technique et Distribution.
Suite armoricaine est un film dramatique français réalisé par Pascale Breton et présenté en 2015 en sélection officielle au Festival international du film de Locarno où il remporte le Prix FIPRESCI, et en salles en France en mars 2016.

## Synopsis
Une année universitaire à l'université Rennes 2 vécue par deux personnages dont les destins s’entrelacent : Françoise, enseignante en histoire de l’art, et Ion, étudiant en géographie. Trop occupés à fuir leurs fantômes, ils ignorent qu’ils ont un passé en commun.

## Fiche technique
- Titre : Suite armoricaine
- Ancien titre : Mémoire Vive
- Réalisation : Pascale Breton
- Scénario : Pascale Breton
- Musique : Eric Duchamp
- Photographie : Tom Harari
- Son direct : Paulin Sagna
- Costumes : Danila Fatovich
- Décors : Pascal Le Déault
- Montage : Gilles Volta, Joseph Guinvarc'h et Camille Lotteau
- Montage son : Rémi Chanaud
- Bruitage : Nicolas Becker
- Mixage : Hervé Buirette
- Etalonnage : Isabelle Laclau
- Producteur : Mélanie Gerin et Paul Rozenberg
- Production : Zadig Films
  - Coproduction : Sylicone
  - SOFICA : Indéfilms 2
- Distribution : Météore Films
- Pays d'origine :  France
- Durée : 148 minutes
- Genre : drame
- Dates de sortie :
  -  Suisse : 13 août 2015 (Festival international du film de Locarno 2015)
  -  Pays-Bas : 29 janvier 2016 (Festival international du film de Rotterdam)
  -  Bretagne : 2 mars 2016
  -  France : 9 mars 2016

## Distribution
- Valérie Dréville : Françoise
- Kaou Langoët : Ion
- Elina Löwensohn : Moon
- Manon Evenat : Lydie
- Laurent Sauvage : John
- Klet Beyer : Gweltaz
- Yvon Raude : Stéphane Nedellec
- Peter Bonke : Sven
- Catherine Riaux : la grande Catherine
- Jean-Marie Le Scraigne : le grand-père

## Accueil critique
Pour Frédéric Strauss de Télérama, « en faisant se croiser et se recroiser ces personnages dans les mêmes lieux, filmés selon leurs différents points de vue, le scénario crée des résonances, des échos. Ce petit univers, replié autour du campus, se déploie. Une jeune fille aveugle, dont Ion tombe amoureux, perçoit une réalité plus vaste, par-delà les apparences. Dans ses cours, Françoise invite, elle aussi, à explorer des dimensions cachées : elle ouvre des perspectives dans un tableau de Nicolas Poussin, Les Bergers d'Arcadie, et fait voyager le regard au cœur du paysage peint par Patinir dans Charon traversant le Styx. La cinéaste accompagne avec ferveur ce mouvement d'avancée inscrit dans le titre. Elle accueille la fragilité des personnages, qui ont tous perdu et pas encore retrouvé leurs repères, pour mieux les entraîner vers un territoire à défricher, à déchiffrer, dont ils prennent peu à peu la belle mesure : leur vie. ».
Pour Vincent Ostria des Inrockuptibles, « le film brasse le passé récent, lointain, immémorial, l’histoire, la peinture, la musique et la géographie, sans oublier la langue (bretonne, of course), fil rouge énigmatique. [...] C'est dire l'ambition de cette œuvre complexe et complète, où la cinéaste semble vouloir condenser toute sa vie et son œuvre, en jonglant avec les contradictions et les registres disparates. En deçà d'un regard esthétique sur la ville (Rennes) et le paysage – la Bretagne se confondant avec l'Arcadie fantasmée par Nicolas Poussin. [...] La vision apaisante de cette Arcadie de fiction (plan magique sur la boucle d'un fleuve striée par un hors-bord) est le point d’orgue d'un périple nostalgique, aussi mental que matériel, qui happe et intrigue sans recourir aux conventions habituelles du cinéma romanesque. Un pèlerinage habité. ».

## Distinctions
- Prix FIPRESCI au Festival international du film de Locarno 2015.
- Meilleur Film International au Festival Cinematográfico Internacional del Uruguay 2016